# Cmentarz żydowski w Kamieniu Krajeńskim
Cmentarz żydowski w Kamieniu Krajeńskim – kirkut został założony w drugiej połowie XIX wieku. Położony był na skraju miasta przy drodze do Chojnic u podnóża niewielkiego zalesionego wzgórza. Powierzchnia nekropolii to około 0,75 ha. Oficjalnie zamknięty w 1963. Teren kirkutu zajmuje obecnie spółdzielnia. Nie ma na nim żadnych macew.